# Landtag Meklemburgii-Pomorza Przedniego
Landtag Meklemburgii-Pomorza Przedniego (niem. Landtag Mecklenburg-Vorpommern) – organ przedstawicielski lub parlament krajowy Meklemburgii-Pomorza Przedniego. Landtag Meklemburgii-Pomorza Przedniego jest również organem konstytucyjnym kraju związkowego.
Wybory do parlamentu kraju związkowego są powszechne, bezpośrednie, wolne, równe i tajne. To samo dotyczy wyborów do niemieckiego Bundestagu i wyborów do 16 parlamentów krajowych w całych Niemczech. Obywatele mają możliwość oddania dwóch głosów. Pierwszym głosem wybiera się bezpośredniego kandydata danego okręgu wyborczego. Drugim głosem wybiera się partię i w ten sposób określa większość w parlamencie. Przy minimum 5% oddanych głosów, partia wchodzi do parlamentu.

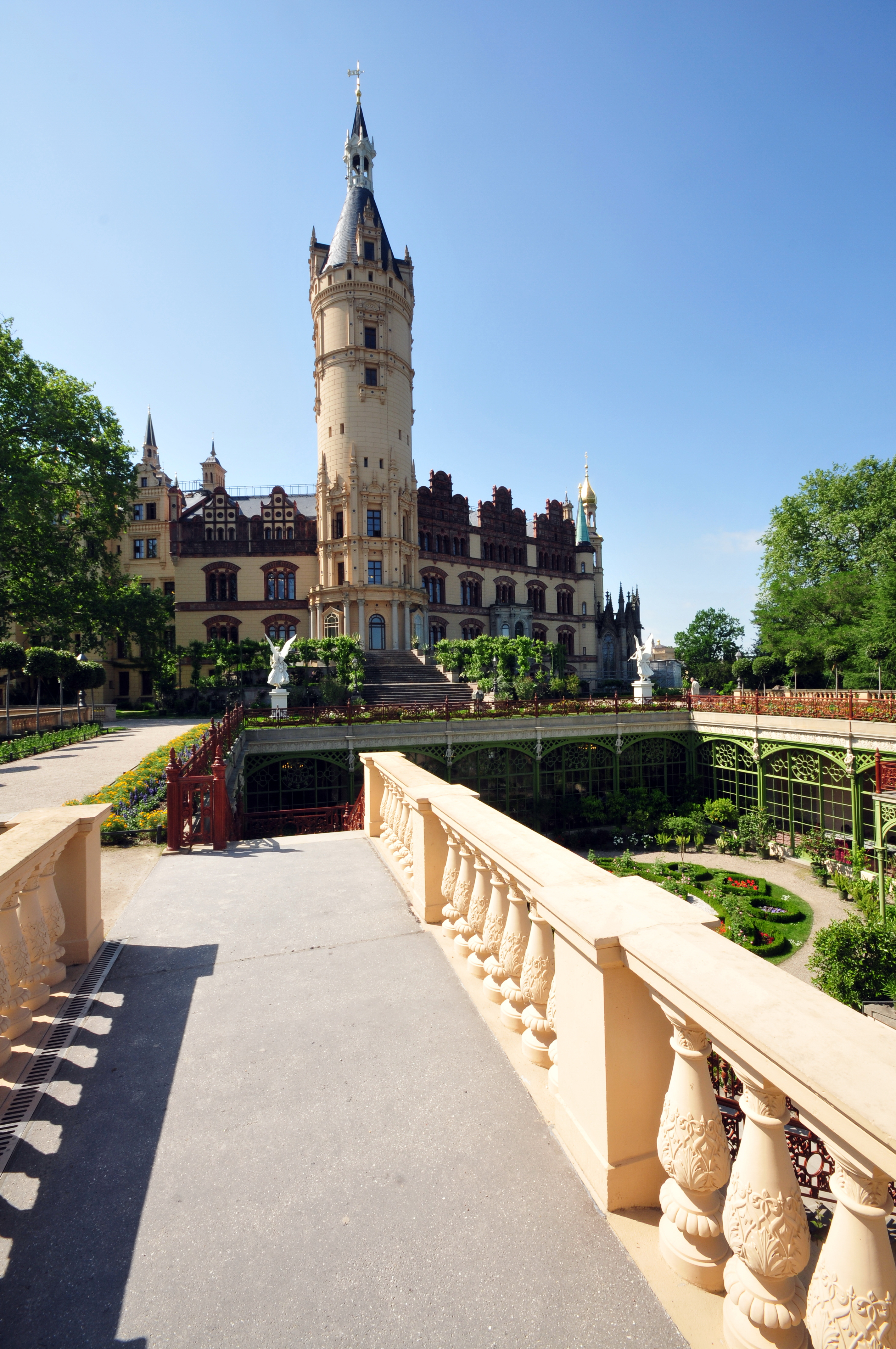
Zamek w Schwerinie

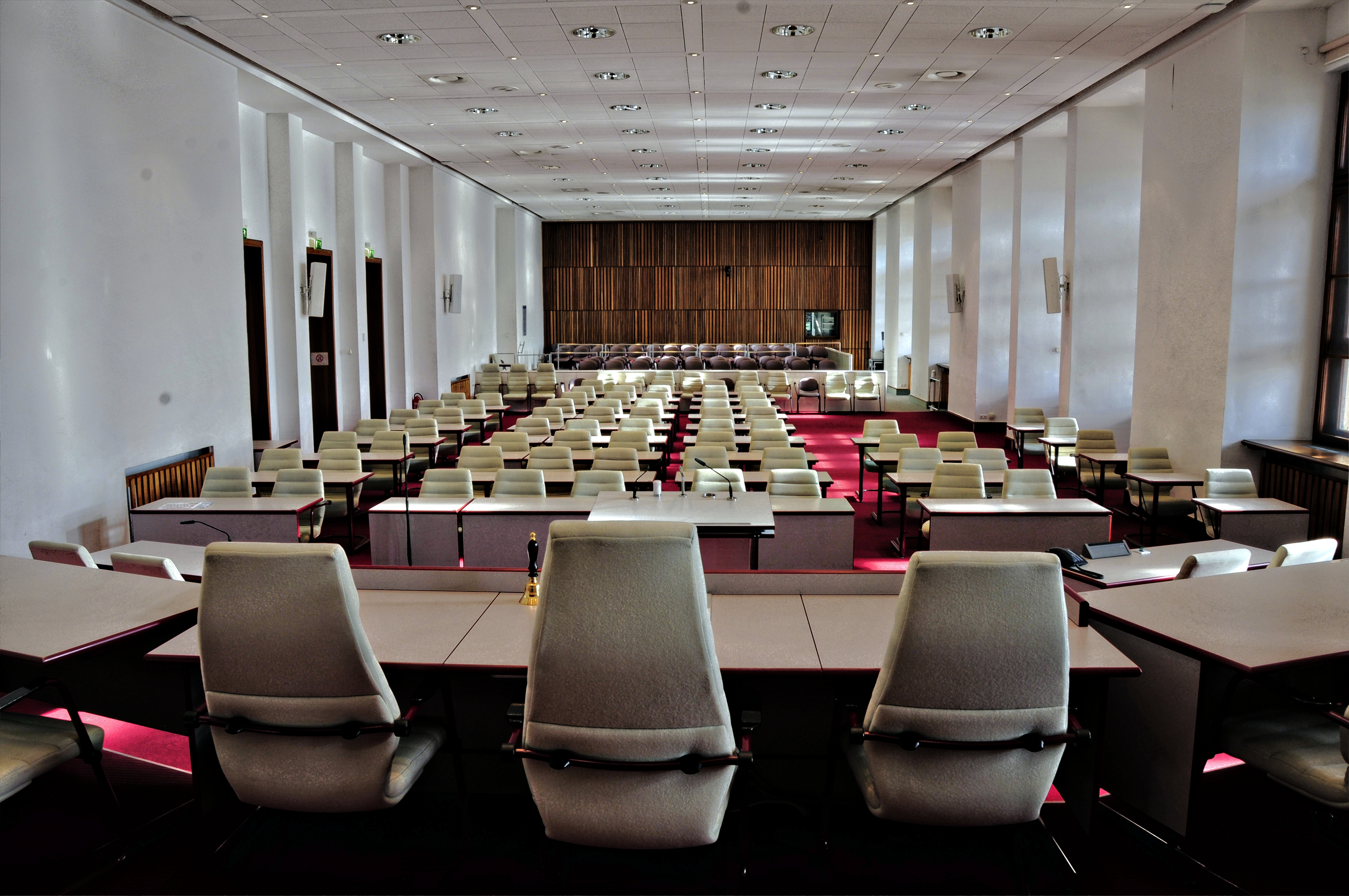
Sala plenarna

## Parlament Krajowy Meklemburgii-Pomorza Przedniego (od 1990)
Po ponownym utworzeniu kraju związkowego Meklemburgii-Pomorza Przedniego w 1990 r. w wyniku zjednoczenia Niemiec 3 października 1990 r., w dniu 14 października 1990 r. odbyły się pierwsze wybory krajowe. Landtag Meklemburgii-Pomorza Przedniego ukonstytuował się po raz pierwszy 26 października 1990 roku, dwanaście dni po pierwszych wyborach do Landtagu i 23 dni po zjednoczeniu Niemiec.

### Pierwszy okres wyborczy (1990–1994)
Pierwsze wybory krajowe nowo powstałego kraju związkowego Meklemburgii-Pomorza Przedniego odbyły się 14 października 1990 roku.
| Partia      | Udział drugich głosów | Liczba miejsc (1990) | Liczba miejsc (1994) |
| ----------- | --------------------- | -------------------- | -------------------- |
| CDU         | 38,33%                | 29                   | 30                   |
| SPD         | 27,03%                | 21                   | 19                   |
| LL/PDS      | 15,37%                | 12                   | 11                   |
| F.D.P.      | 5,5%                  | 4                    | 4                    |
| Bez frakcji | –                     | –                    | 2                    |

Pierwszym rządem państwowym była koalicja CDU i FDP kierowana przez Alfreda Gomolkę. Przez udział bezfrakcyjnego posła rząd początkowo był tolerowany jako rząd mniejszościowy. Poseł ten do września należał do SPD. Kiedy jednak poseł ten dołączył do koalicji, rząd mógł polegać na własnej większości. W 1992 roku Gomolka odwołał swojego ministra sprawiedliwości Ulricha Borna pod zarzutem „nielojalności”, co spowodowało rozłam i grupa parlamentarna CDU wycofała swoje zaufanie do Gomolki. Gomolka podał się do dymisji 15 marca 1992 r. Innym powodem rozłamu był kryzys stoczniowy, ponieważ Gomolka jako jedyny sprzeciwił się sprzedaży wschodnioniemieckich stoczni ich zachodnioniemieckim konkurentom. W dniu 19 marca Berndt Seite (CDU) zastąpił go na stanowisku premiera.

### Drugi okres wyborczy (1994–1998)
W dniu 16 października 1994 r. odbyły się wybory do 2. parlamentu krajowego, które przyniosły następujące wyniki:
| Partia | Udział drugich głosów | Liczba miejsc |
| ------ | --------------------- | ------------- |
| CDU    | 37,3%                 | 30            |
| SPD    | 29,5%                 | 23            |
| PDS    | 22,7%                 | 18            |

Podczas gdy CDU mogła utrzymać swoją pozycję, jej partner koalicyjny FDP przegapił ponowne wejście do parlamentu z 3,8%. Następnie premier Seite utworzył wielką koalicję.

### Trzeci okres wyborczy (1998–2002)
Wybory do trzeciego parlamentu krajowego w dniu 27 września 1998 r. przyniosły następujące rezultaty:
| Partia | Udział drugich głosów | Liczba miejsc |
| ------ | --------------------- | ------------- |
| SPD    | 34,3%                 | 27            |
| CDU    | 30,2%                 | 24            |
| PDS    | 24,4%                 | 20            |

SPD wygrała wybory i po raz pierwszy od 1990 roku stała się najsilniejszą partią. W rezultacie Harald Ringstorff został wybfrany premierem. Były minister gospodarki i spraw Unii Europejskiej oraz p.o. lidera grupy parlamentarnej SPD, stworzył pierwszą koalicję SPD-PDS w Niemczech.

### Czwarty okres wyborczy (2002–2006)
Wybory do 4-go Landtagu odbyły się 22 września 2002 roku.
| Partia | Udział drugich głosów | Liczba miejsc |
| ------ | --------------------- | ------------- |
| SPD    | 40,6%                 | 33            |
| CDU    | 31,4%                 | 25            |
| PDS    | 16,4%                 | 13            |

Dzięki silnemu wzrostowi głosów dla SPD, koalicja pod przewodnictwem premiera Ringstorffa mogła być kontynuowana, pomimo dużych strat po stronie PDS. CDU pozostała w opozycji.
W lipcu 2006 r. Landtag Meklemburgii-Pomorza Przedniego podjął m.in. decyzję o wydłużeniu okresu wyborczego z 4 do 5 lat.

### Piąty okres wyborczy (2006–2011)
Wybory do 5-go parlamentu krajowego odbyły się w dniu 17 września 2006 r.
| Kwalifikujący się wyborcy | 1.415.321       |
| Wyborcy                   | 837.018         |
| Frekwencja wyborcza       | 59,1%           |
| Ważne pierwsze głosy      | 816.088 (97,5%) |
| Ważne drugie głosy        | 818.061 (97,7%) |

Po wyborach w dniu 17 września 2006 r. 71 miejsc w Landtagu Meklemburgii-Pomorza Przedniego zostało rozdzielonych w następujący sposób:
| Partia | Udział drugich głosów | Liczba miejsc |
| ------ | --------------------- | ------------- |
| SPD    | 30,2%                 | 23            |
| CDU    | 28,8%                 | 22            |
| Lewica | 16,8%                 | 13            |
| FDP    | 9,6%                  | 7             |
| NPD    | 7,3%                  | 6             |

Premier Erwin Sellering (SPD) kierował rządem koalicyjnym SPD i CDU. Wicepremierem był Jürgen Seidel (CDU).

### Szósty okres wyborczy (2011–2016)
W dniu 4 września 2011 r. odbyły się wybory do 6-go Landtagu kraju związkowego Meklemburgii-Pomorza Przedniego. 18 września 2011 roku z powodu śmierci kandydata CDU Udo Timma odbyły się wybory uzupełniające w okręgu wyborczym Rugia I. 4-go października 2011 roku ukonstytuował się szósty Landtag.
Po wyborach w dniu 4 września 2011 r. 71 miejsc w Landtagu Meklemburgii-Pomorza Przedniego zostało rozdzielonych w następujący sposób:
| Partia            | Udział drugich głosów | Liczba miejsc |
| ----------------- | --------------------- | ------------- |
| SPD               | 35,6%                 | 27            |
| CDU               | 23,0%                 | 18            |
| Lewica            | 18,4%                 | 14            |
| Sojusz 90/Zieloni | 8,7%                  | 7             |
| NPD               | 6,0%                  | 5             |

SPD i CDU zgodziły się na kontynuację wielkiej koalicji pod przewodnictwem premiera Erwina Selleringa i wicepremiera Lorenza Caffiera.
Członkami Rady Starszych 6-tego okresu wyborczego byli:
- Sylvia Bretschneider(inne języki) – Przewodnicząca Parlamentu Krajowego
- Beate Schlupp(inne języki) – 1-sza Wiceprzewodnicząca Parlamentu Krajowego
- Regine Lück(inne języki) – 2-ga Wiceprzewodnicząca Parlamentu Krajowego
- Silke Gajek(inne języki) – 3-cia Wiceprzewodnicząca Parlamentu Krajowego
- Heinz Müller – Sekretarz parlamentarny grupy parlamentarnej SPD
- Wolf-Dieter Ringguth(inne języki) – Sekretarz parlamentarny grupy parlamentarnej CDU
- Peter Ritter – Sekretarz parlamentarny grupy parlamentarnej DIE LINKE (Partia Lewicy)
- Johann-Georg Jaeger(inne języki) – sekretarz parlamentarny grupy parlamentarnej Bündnis 90/Grüne (Sojusz 90/Zieloni)
- Stefan Köster(inne języki) – Sekretarz parlamentarny grupy parlamentarnej NPD

### Siódmy okres wyborczy (od 2016 r.)
Po wyborach parlamentarnych w dniu 4 września 2016 r. został ukonstytuowany 7. parlament krajowy w dniu 4 października 2016 r. Od tego czasu parlament krajowy liczy 71 posłów, podzielonych według podziału głosów pomiędzy grupy parlamentarne SPD, AfD, CDU i Partia Lewicy.
Największe pozaparlamentarne partie opozycyjne po wyborach to: Sojusz 90/Zieloni (Bündnis 90/Die Grünen), FDP i NPD. Spośród małych partii najwięcej głosów (po 0,8 proc.) otrzymały: Partia Ochrony Zwierząt (1,2 proc.), Partia Rodzinna oraz partia Wolny Horyzont (partia przeciwna wiatrakom).
71 miejsc w parlamencie kraju związkowego Meklemburgii-Pomorza Przedniego po wyborach w dniu 4 września 2016 r. i zmianach do października 2019 r. rozdzielono w następujący sposób:
| Partia      | Udział drugich głosów | Liczba miejsc |
| ----------- | --------------------- | ------------- |
| SPD         | 30,6%                 | 26            |
| CDU         | 19,0%                 | 18            |
| AfD         | 20,8%                 | 14            |
| Lewica      | 13,2%                 | 11            |
| Bez frakcji | –                     | 2             |

W dniu 8 grudnia 2016 r., na wniosek frakcji parlamentarnej SPD, parlament kraju związkowego Meklemburgia-Pomorze Przednie wybrał na pięć lat byłego posła do parlamentu krajowego Heinza Müllera na stanowisko komisarza ds. ochrony danych osobowych i wolności informacji Meklemburgii-Pomorza Przedniego. 4 lipca 2017 r. parlament krajowy Meklemburgii-Pomorza Zachodniego wybrał Manuelę Schwesig (SPD) na premiera kraju związkowego. Po raz pierwszy kobieta została szefem rządu w Meklemburgii-Pomorzu Przednim. 31 sierpnia 2017 roku deputowany Holger Arppe, z grupy parlamentarnej AfD, podał się do dymisji i od tego czasu jest posłem bezfrakcyjnym. 25 września 2017 roku posłowie Christel Weißig, Matthias Manthei, Bernhard Wildt i Ralf Borschke z grupy parlamentarnej AfD, podali się do dymisji i założyli grupę parlamentarną „Obywatele dla Meklemburgii-Pomorza Przedniego” (w skrócie: BMV). 13 listopada 2018 roku grupa parlamentarna BMV zmieniła nazwę. Nową nazwą była Wolni wyborcy/Obywatele dla Meklemburgii-Pomorza Przedniego. W dniu 22 maja 2019 r. parlament krajowy wybrał na przewodniczącą parlamentu krajowego Birgit Hesse (SPD). Jej poprzedniczka, Sylvia Bretschneider (SPD), zmarła pod koniec kwietnia 2019 r. W dniu 1 października 2019 r. grupa parlamentarna Wolni wyborcy/Obywatele dla Meklemburgii-Pomorza Przedniego została rozwiązana. Deputowani Matthias Manthei i Bernhard Wildt dołączyli do CDU, Ralf Borschke powrócił do AfD, a Christel Weißig jest od tego czasu bez frakcji. 22 października 2019 roku Thomas Würdisch (SPD) zajął miejsce Erwina Selleringa, który odszedł na emeryturę.

## Zadania i prawa

### Wyciągi z konstytucji państwowej
Landtag, jako centralny organ państwowej władzy ustawodawczej, jest odpowiedzialny za wybór premiera, uchwalanie i zmienianie ustaw państwowych oraz nadzór nad rządem państwowym i administracją państwową. Od 2006 r. okres wyborczy wynosi pięć lat.
Parlament krajowy (Landtag) (art. 20)
- jest wybraną reprezentacją narodu
- jest miejscem kształtowania się woli politycznej
- wybiera premiera
- wykonuje uprawnienia legislacyjne
- kontroluje działalność rządu państwowego i administracji państwowej
- zajmuje się sprawami publicznymi

Delegaci (art. 22)
- są przedstawicielami całego społeczeństwa
- nie są związani poleceniami i instrukcjami
- są zobowiązani działać zgodnie z własnym sumieniem

Grupy parlamentarne (frakcje) (art. 25)
- to stowarzyszenia składające się z co najmniej czterech członków Landtagu
- autonomiczne i niezależne oddziały Landtagu

Opozycja parlamentarna (art. 26)
- tworzona jest przez grupy parlamentarne i członków parlamentu, którzy nie popierają rządu.
- ma w szczególności za zadanie opracowywanie własnych programów i podejmowanie inicjatyw na rzecz kontroli rządu i administracji państwowej oraz krytycznej oceny programu rządowego i decyzji rządowych
- ma prawo do równych szans politycznych w wykonywaniu swoich obowiązków

Okres wyborczy (art. 27)
- Landtag jest wybierany na pięć lat.
- Jego okres wyborczy kończy się z chwilą zwołania nowego Landtagu.
- Na wniosek jednej trzeciej swoich członków, większością dwóch trzecich głosów i jednocześnie ustalając datę nowych wyborów, Landtag może przedterminowo zakończyć kadencję.

Posiedzenie Parlamentu (art. 28)
- Po każdych nowych wyborach Parlament zbiera się nie później niż trzydziestego dnia po wyborach.
- Jest on zwoływany przez przewodniczącego starego parlamentu krajowego.

Komisja Petycji (art. 35)
- zajmuje się wnioskami, prośbami i skargami obywateli.

Rzecznik Praw Obywatelskich (art. 36)
- jest wybierany przez parlament.
- ma za zadanie przestrzegać prawa obywateli w stosunku do rządu kraju związkowego i organów administracji publicznej w kraju związkowym.

Inspektor ds. ochrony danych osobowych (art. 37)
- jest wybierany przez parlament w celu zagwarantowania obywatelom prawa do ochrony ich danych osobowych.

### Kompetencje ustawodawcze

#### Dziedziny prawa
Kompetencje ustawodawcze parlamentu krajowego leżą głównie w następujących obszarach:
- Przyjęcie ustawy budżetowej (państwowej) (art. 61ff Konstytucji MV), tzw. ustawy budżetowej
- Prawo miejskie
- Prawo kulturalne, w tym prawo szkolne, radiowo-telewizyjne, ochrony zabytków i prawo państwowo-kościelne
- Prawo organizacji państwa, w tym prawo wyborcze, prawo parlamentarne, jurysdykcja konstytucyjna, państwowa izba obrachunkowa
- policja i prawo dotyczące porządku publicznego, w tym służby ratownicze
- Prawo drogowe i uliczne

W wyniku reformy federalizmu, dalsze obowiązki ustawodawcze zostały przeniesione na kraje związkowe. Należą do nich:
- System karny
- Prawo do zgromadzeń
- Prawo o szkolnictwie wyższym, z wyjątkiem akredytacji uniwersytetu i dyplomów uniwersyteckich
- Przepisy dotyczące zamykania sklepów
- Wynagrodzenia, emerytury i prawo karier dla urzędników państwowych i sędziów
- Przepisy dotyczące polowania
- Ochrona przyrody i pielęgnacja i konserwacja krajobrazu

#### Procedura legislacyjna
Zgodnie z art. 55 ust. 1 Konstytucji kraju związkowego MV ustawy mogą być wprowadzane do Landtagu na trzy różne sposoby:
- przez rząd kraju związkowego
- od środka Landtagu – przez grupy parlamentarne lub przez liczbę posłów równą co najmniej wielkości grup parlamentarnych
- bezpośrednio od narodu (inicjatywa ludowa, petycja ludowa, referendum) – z wyjątkiem ustaw budżetowych, podatkowych i płacowych (por. art. 60 ust. 2 zdanie 1 Konstytucji kraju związkowego Meklemburgii-Pomorza Przedniego).

Inicjatywy legislacyjne obywateli muszą być poparte przez co najmniej 15.000 (inicjatywa ludowa) lub 120.000 uprawnionych wyborców (petycja ludowa). W drodze referendum projekt ustawy jest akceptowany, jeżeli większość wyborców, jednak co najmniej jedna trzecia uprawnionych do głosowania, wyraziła zgodę.
Rachunki są omawiane co najmniej dwukrotnie w Landtagu (pierwsze i drugie czytanie). W pierwszym czytaniu (dyskusja podstawowa) omawiane są ogólne zasady projektu ustawy. Pod koniec pierwszego czytania plenum zazwyczaj przekazuje projekt ustawy odpowiednim komisjom specjalistycznym Landtagu, przy czym jedna komisja jest wyznaczana jako tzw. komisja wiodąca. Eksperci są często zapraszani i przesłuchiwani w komitecie prowadzącym do obrad komitetów (przesłuchanie publiczne). W wyniku obrad komisji, komisja prowadząca (wiodąca) przedstawia Landtagowi zalecenie uchwały. W drugim czytaniu projektu ustawy (obrady indywidualne) przepisy ustawy są rozpatrywane i przegłosowywane indywidualnie. Wreszcie, projekt ustawy jest poddawany pod głosowanie jako całość (głosowanie końcowe). Przewodniczący Landtagu przekazuje następnie uchwały rządowi kraju związkowego. Premier, z podpisem odpowiedzialnych ministrów, wydaje ustawy, które powstały zgodnie z konstytucją i zarządza ich ogłoszenie w Dzienniku Ustaw i Rozporządzeń kraju związkowego Meklemburgii-Pomorza Przedniego.
| Kadencja          | Liczba sesji plenarnych | Liczba posiedzeń komitetów | Liczba ogłoszonych ustaw | Liczba opracowanych materiałów drukowanych |
| ----------------- | ----------------------- | -------------------------- | ------------------------ | ------------------------------------------ |
| 1. okres wyborczy | 109                     | 1209                       | 195                      | 4837                                       |
| 2. okres wyborczy | 92                      | 973                        | 95                       | 4708                                       |
| 3. okres wyborczy | 85                      | 1029                       | 91                       | 3153                                       |
| 4. okres wyborczy | 82                      | 1014                       | 115                      | 2422                                       |
| 5. okres wyborczy | 127                     | 1068                       | 134                      | 4545                                       |
| 6. okres wyborczy | 126                     | 1052                       | 125                      | 5942                                       |

### Wybór premiera
Parlament kraju związkowego Meklemburgii-Pomorza Przedniego wybiera w tajnym głosowaniu premiera większością głosów swoich członków. Premier mianuje i odwołuje ministrów.
Po objęciu urzędu premier i ministrowie składają przed Landtagiem następującą przysięgę: „Przysięgam, że poświęcę swoje siły narodowi i krajowi, będę stał na straży i bronił Ustawy Zasadniczej Republiki Federalnej Niemiec i Konstytucji Meklemburgii-Pomorza Przedniego oraz ustaw. Będę sumiennie wypełniał swoje obowiązki i będę czynił sprawiedliwość wobec wszystkich”. Przysięga może być zakończona religijnym stwierdzeniem „Tak mi dopomóż Bóg”.

### Kontrola rządu państwowego
Parlament krajowy ma szerokie uprawnienia do zadawania pytań i otrzymywania informacji od rządu państwa. Jednocześnie rząd krajowy ma obszerny obowiązek informowania Landtagu (art. 40 i 39 Konstytucji kraju związkowego Meklemburgii-Pomorza Przedniego).
Ponadto, Landtag może powoływać komisje śledcze posiadające szerokie uprawnienia do badania faktów w interesie publicznym. W celu wyjaśnienia faktów leżących w interesie publicznym Landtag ma prawo, a na wniosek jednej czwartej swoich członków – obowiązek utworzenia parlamentarnej komisji śledczej (art. 34 Konstytucji kraju związkowego Meklemburgii-Pomorza Przedniego). W komisji śledczej grupy parlamentarne reprezentowane są przez co najmniej jednego członka. Ponadto miejsca są rozdzielane zgodnie ze współczynnikiem siły grup parlamentarnych, współczynniki większości w komisji śledczej odpowiadają współczynnikom w parlamencie krajowym.
Obywatele mogą w każdej chwili kierować propozycje, wnioski i skargi do Landtagu lub jego Komisji Petycji (art. 35 Konstytucji kraju związkowego Meklemburgii-Pomorza Przedniego). Ponadto, Landtag wybiera Rzecznika Praw Obywatelskich na okres sześciu lat. Rzecznik Praw Obywatelskich wspiera obywateli w ochronie ich praw w stosunku do rządu kraju związkowego i administracji publicznej. Doradza i pomaga również w sprawach społecznych. Sprawując swój urząd, Rzecznik Praw Obywatelskich jest niezależny i związany wyłącznie prawem.

## Posłowie

### Minimalna liczba posłów
Artykuł 20 ust. 2 zdanie 2 Konstytucji Meklemburgii-Pomorza Przedniego określa minimalną liczbę 71 posłów w Landtagu Meklemburgii-Pomorza Przedniego. Minimalna liczba posłów przewidziana w Konstytucji Meklemburgii-Pomorza Przedniego może również zostać przekroczona. Dzieje się to w zasadzie poprzez tzw. mandaty wysięgowe i mandaty kompensacyjne.

### Wolny mandat
Posłowie Meklemburgii-Pomorza Zachodniego, zgodnie z art. 22 ust. 1 Konstytucji Meklemburgii-Pomorza Zachodniego, nie są związani ani poleceniami, ani instrukcjami; mówi się również o tzw. wolnym mandacie.

### Oficjalny przyrostek nazwy posła
Oficjalnym przyrostkiem nazwy dla posłów do parlamentu kraju związkowego Meklemburgii-Pomorza Przedniego jest MdL (Mitglied des Landtages – członek Landtagu). Więcej informacji na temat praw wynikających z mandatu (parlamentarnego) reguluje w szczególności art. 22 Konstytucji kraju związkowego Meklemburgii-Pomorza Przedniego z dnia 23 maja 1993 r. (w skrócie Verf. MV) oraz ustawa o stosunkach prawnych posłów do Parlamentu Meklemburgii-Pomorza Przedniego – ustawa posłów – w wersji zmienionej ogłoszeniem z dnia 1 lutego 2007 r.

### Odszkodowania dla posłów
Od stycznia 2016 r. (GVOBl. M-V 2015, s. 627), zgodnie z art. 6 ust. 1 ustawy o parlamencie poselskim, deputowani otrzymują odszkodowania w wysokości 5 749,22 EUR brutto. Zgodnie z art. 9 ust. 1 ustawy o parlamencie poselskim, każdy deputowany otrzymuje miesięczny zryczałtowany dodatek na wydatki w wysokości 1 339,43 EUR na wsparcie okręgu wyborczego, wydatki biurowe, meble, opłaty pocztowe, telefon i inne wydatki.
Przewodnicząca Landtagu, wiceprzewodniczące, przewodniczący grup parlamentarnych oraz sekretarze parlamentarni grup parlamentarnych otrzymują dodatkowe wynagrodzenie z tytułu pełnienia specjalnych funkcji parlamentarnych zgodnie z art. 6 ust. 2 ustawy o posłach do parlamentu. Kwota dodatkowego wynagrodzenia dla przewodniczącej i przewodniczących grup parlamentarnych wynosi w każdym przypadku 100% podstawowego wynagrodzenia, dla sekretarzy parlamentarnych 75%, a dla wiceprzewodniczących 50% podstawowego wynagrodzenia.

### Współpraca transgraniczna
Członkowie parlamentu kraju związkowego Meklemburgii-Pomorza Przedniego działają również na szczeblu międzynarodowym. Na przykład współpracują one ściśle z innymi krajami regionu Morza Bałtyckiego w ramach Konferencji Parlamentarnej Morza Bałtyckiego. Istnieją specjalne partnerstwa z parlamentami województw: zachodniopomorskiego, pomorskiego i warmińsko-mazurskiego w Polsce. Landtag jest również aktywny w ramach Forum Parlamentarnego Południowego Bałtyku. Ponadto parlament utworzył niemiecko-izraelską grupę parlamentarną i współpracuje jako członek w niemiecko-amerykańskim Stowarzyszeniu parlamentarzystów państwowych.

## Organy

### Plenum
Plenum, czyli zgromadzenie plenarne wszystkich członków parlamentu, jest najwyższym organem decyzyjnym kraju związkowego Meklemburgii-Pomorza Przedniego.

### Przewodniczący Landtagu (Landtagspräsident)
Przewodniczący Landtagu jest wybierany przez Landtag na sesji inauguracyjnej po wyborach, wraz z Prezydium. Przewodniczący prowadzi interesy Landtagu, reprezentuje kraj we wszystkich czynnościach prawnych i sporach sądowych Landtagu. Stoi on na straży godności i praw Parlamentu, wspiera jego pracę i prowadzi obrady w sposób sprawiedliwy i bezstronny. Przewodniczący sprawuje władzę wewnętrzną i uprawnienia porządkowe w Parlamencie.
Przewodniczącą Landtagu jest była minister Birgit Hesse (SPD). Jej zastępcami są wiceprzewodniczące.
| Przewodniczący       | Partia | Czas pełnienia urzędu                             |
| -------------------- | ------ | ------------------------------------------------- |
| Rainer Prachtl       | CDU    | 26 października 1990 r.-26 października 1998 r.   |
| Hinrich Kuessner     | SPD    | 26 października 1998 r. – 22 października 2002 r. |
| Sylviy Bretschneider | SPD    | 22 października 2002 r.-28 kwietnia 2019 r.       |
| Birgit Hesse         | SPD    | od 22 maja 2019 r.                                |

### Prezydent według wieku
Zgodnie z regulaminem wewnętrznym Landtagu, najstarszy obecny członek Landtagu otwiera pierwszą sesję nowo wybranego Landtagu. Najstarszy obecny członek Landtagu przewodniczy obradom do czasu objęcia urzędu przez nowo wybranego prezydenta lub jednego z jego zastępców. Najstarszy członek Landtagu mianuje dwóch członków Parlamentu na tymczasowych sekretarzy i razem tworzą oni tymczasowe prezydium.
| Okres wyborczy y | Prezydent według wieku | Partia        |
| ---------------- | ---------------------- | ------------- |
| 1. kadencja      | Friedrich Täubrich     | CDU           |
| 2. kadencja      | Gerhard Poppei         | PDS           |
| 3. kadencja      | Herberta Helmricha     | CDU           |
| 4. kadencja      | Henning von Storch     | CDU           |
| 5. kadencja      | Henning von Storch     | CDU           |
| 6. kadencja      | Fritz Tack             | PARTIA LEWICY |
| 7. kadencja      | Christel Weißig        | Bez frakcji   |

### Rada Starszych
Rada Starszych:
- wspiera przewodniczącą Landtagu w wykonywaniu jej obowiązków
- omawia projekty porządku obrad posiedzeń Landtagu
- omawia wszystkie podstawowe decyzje dotyczące posłów do Parlamentu oraz procedury robocze i administracyjne w Parlamencie

Rada Starszych Landtagu składa się z przewodniczącej Landtagu, dwóch wiceprzewodniczących i jednego przedstawiciela każdej z grup parlamentarnych. Z reguły jest to sekretarz parlamentarny. „Przedstawiciel rządu jest zwoływany na posiedzenia Rady Starszych przygotowujące posiedzenia plenarne” (§ 5 ust. 2 Regulaminu 7. Landtagu Meklemburgii-Pomorza Przedniego).
Skład Rady Starszych 7-go okresu wyborczego:
- Birgit Hesse – Przewodnicząca Landtagu
- Beate Schlupp(inne języki) – Pierwsza wiceprzewodnicząca
- Mignon Schwenke(inne języki) – Druga wiceprzewodnicząca
- Jochen Schulte(inne języki) – sekretarz parlamentarny grupy parlamentarnej SPD
- Franz-Robert Liskow(inne języki) – sekretarz parlamentarny grupy parlamentarnej CDU
- Ralph Weber – sekretarz parlamentarny grupy parlamentarnej AfD
- Peter Ritter – sekretarz parlamentarny grupy parlamentarnej Partia Lewicy

### Grupy parlamentarne
Grupy parlamentarne w Landtagu Meklemburgii-Pomorza Przedniego są, zgodnie z art. 25 ust. 2 Konstytucji Meklemburgii-Pomorza Przedniego, autonomicznymi i niezależnymi oddziałami Landtagu. Uczestniczą oni w parlamentarnym procesie decyzyjnym z własnymi prawami i obowiązkami. Szczegóły uregulowane są w regulaminie wewnętrznym Landtagu Meklemburgii-Pomorza Przedniego 7-go okresu wyborczego w §§ 37 i nast. Dalsze regulacje dotyczące statusu prawnego grup parlamentarnych zawarte są w ustawie o stosunkach prawnych członków Landtagu Meklemburgii-Pomorza Przedniego (ustawa posłów).
W trakcie (obecnej) siódmej kadencji istniały początkowo 4 grupy parlamentarne, a na dzień 25 września 2017 r. było ich 5, ponieważ z partii AfD jej czterech członków założyło nową grupę parlamentarną. Grupa ta obecnie już nie istnieje. Obecny Landtag ma cztery frakcje.

### Komisje

#### Stałe komisje
Zgodnie z art. 33 ust. 1 VerfMV w zw. z § 9 ust. 1 zdanie 1 Regulaminu Landtagu siódmej kadencji utworzono następujące (stałe) komisje parlamentarne:
- Komisja Petycji
- Komisja Spraw Wewnętrznych i Unii Europejskiej (Komisja Spraw Wewnętrznych i Europejskich)
- Komisja Sprawiedliwości, Konstytucji, Regulaminu, Rewizji Wyborczej, Spraw Immunitetowych, Spraw Federalnych i Międzynarodowych (Komisja Prawna)
- Komisja Finansowa
- Komisja Gospodarcza, Pracy i Zdrowia (Komisja Gospodarcza)
- Komisja Rolnictwa i Środowiska Naturalnego (Komisja Rolnictwa)
- Komisja Edukacji, Nauki i Kultury (Komisja Edukacji)
- Komisja ds. Energii, Infrastruktury i Digitalizacji (Komisja Energii)
- Komisja Spraw Socjalnych, Integracji i Równości (Komisja Społeczna)

Konstytucja krajowa przewiduje, że posiedzenia komisji nie są z reguły publiczne, chyba że komisja postanowi inaczej dla poszczególnych posiedzeń lub punktów dyskusji. Zasadnicza treść dyskusji jest udokumentowana jedynie w drukowanych dokumentach Landtagu wraz ze sprawozdaniami na plenum. Ma to na celu zapewnienie posłom możliwości wstępnego prowadzenia dyskusji politycznych niezależnie od wpływu publicznego i wspólnego opracowywania rozwiązań. Upublicznianie posiedzeń komisji może prowadzić do kłótni między posłami poza parlamentem. Wszystkie sesje plenarne parlamentu są otwarte dla publiczności i mogą w nich uczestniczyć odwiedzające je grupy i osoby prywatne. Wszystkie sesje plenarne parlamentu są transmitowane na żywo przez Internet.

#### Komisje tymczasowe
Parlament Meklemburgii-Pomorza Przedniego może, zgodnie z § 9 ust. 3 GO (Geschäftsordnung – regulamin wewnętrzny) Parlamentu Meklemburgii-Pomorza Przedniego (7-ma kadencja), powoływać inne komisje do poszczególnych spraw. Mówi się także o tzw. komisjach tymczasowych. Należą do nich specjalne komisje i komisje śledcze.

##### Podkomisje
Zgodnie z § 25 ust. 1 Regulaminu Parlamentu Krajowego Meklemburgii-Pomorza Przedniego siódmej kadencji, komisja może powoływać podkomisje, które zajmują się pilnymi, nieodzownymi zadaniami, które nie mogą być realizowane w inny sposób.
W dniu 8 marca 2017 r. Landtag Meklemburgii-Pomorza Przedniego podjął decyzję o zbadaniu działalności NSU w Meklemburgii-Pomorzu Przednim. Aby wykonać to zadanie, Komisja Spraw Wewnętrznych i Europy została poinstruowana i poproszona o powołanie podkomisji. Podkomisja ma złożyć sprawozdanie Komisji Spraw Wewnętrznych do przerwy wakacyjnej w 2019 r.

##### Komisje specjalne
Przykładowo, w 4-tej kadencji (2002–2006) parlament kraju związkowego Meklemburgii-Pomorza Przedniego powołał specjalną komisję ds. modernizacji administracji i reformy funkcjonalnej, której przewodniczył poseł Heinz Müller (SPD).

##### Komisje śledcze
Możliwość tworzenia komisji śledczych jest oddzielnie zapisana w konstytucji kraju związkowego Meklemburgii-Pomorza Przedniego. Landtag ma prawo i obowiązek utworzenia komisji śledczej na wniosek jednej piątej jej członków, zgodnie z art. 34 ust. 1 zdanie 1 Konstytucji Meklemburgii-Pomorza Przedniego.
W 7-mym okresie legislacyjnym na 7-ej sesji plenarnej w dniu 26 stycznia 2017 r. powołano komisję śledczą, przyjmując zmieniony wniosek grupy parlamentarnej AfD „w celu wyjaśnienia struktury finansowania, procedury finansowania i praktyki przyznawania dotacji ze środków państwowych, jak również wykorzystania tych środków państwowych przez zrzeszone w stowarzyszeniu organizacje parasolowe w latach 2010–2016 (Centralne Zrzeszenia Niezależnych Pracowników Opieki Społecznej w M-V e.V.)”.
Na 35-tej sesji plenarnej w dniu 26 kwietnia 2018 roku, wraz z przyjęciem wniosku grup parlamentarnych SPD, CDU, PARTII LEWICY i BMV, powołano komisję śledczą do zbadania działalności NSU w Meklemburgii-Pomorzu Przednim.

### Komisja Enquete
Na podstawie ustawy o Komisji Enquete z dnia 9 lipca 2002 r. parlament krajowy może powołać Komisje Enquete. Komisje te składają się z ekspertów i posłów, przy czym posłowie muszą reprezentować większość (§ 2 ust. 2 zdanie 2 EKG M-V). Z reguły posiedzenia komisji enquete są jawne (sekcja 6 ust. 2 zdanie 1 EKG M-V). W 7-mym okresie legislacyjnym na 89-ej sesji w dniu 14 maja 2020 r. parlament kraju związkowego M-V podjął decyzję o powołaniu komisji Enquete z 21 członkami o temacie „Przyszłość opieki medycznej w Meklemburgii-Pomorzu Przednim”.

## Administracja

### Ogólne
Administracja Landtagu jest najwyższym organem państwowym. Podlega ona przewodniczącej Landtagu i jest kierowana przez dyrektora Landtagu jako stałego przedstawiciela przewodniczącej w sprawach administracyjnych.
Personel administracji przygotowuje posiedzenia Landtagu i jego komisji oraz wspiera przewodniczącą w wykonywaniu jej obowiązków administracyjnych. Ponadto administracja jest dostępna dla wszystkich posłów w ramach pełnienia ich funkcji.
Rzecznik Praw Obywatelskich kraju związkowego Meklemburgii-Pomorza Przedniego oraz Inspektor ds. ochrony danych osobowych podlegają nadzorowi przewodniczącej.
Administracja Landtagu Meklemburgii-Pomorza Przedniego kształci praktykantów różnych grup zawodowych, a także jest miejscem pracy dla absolwentów Dobrowolnego Roku Socjalnego w Demokracji lub w dziedzinie ochrony zabytków.

### Lista dyrektorów w parlamencie kraju związkowego Meklemburgii-Pomorza Przedniego
1. Rangar Ruthe (1990–1992)
2. Uwe Bernzen(inne języki) (1992–2000)
3. Armin Tebben(inne języki) (od 2001)

### Public relations

#### Uczestnictwo w debacie plenarnej
Wizyta na debacie plenarnej jest możliwa dla gości indywidualnych i zarejestrowanych grup. Głównym celem jest przekazanie bezpośredniego wrażenia na temat atmosfery debat w Landtagu. Na życzenie, obsługa zwiedzających może zorganizować dyskusję z posłami do parlamentu. Ponieważ liczba miejsc w galerii dla zwiedzających jest ograniczona, wskazane jest wcześniejsze zarejestrowanie się.

#### Programy informacyjne
Programy informacyjne o zadaniach i funkcjonowaniu parlamentu państwowego oferowane są w dni robocze, w których nie odbywają się posiedzenia parlamentu krajowego. Służą one do udzielania szczegółowych informacji na temat działalności Landtagu Meklemburgii-Pomorza Przedniego. W razie potrzeby obsługa zwiedzających może zorganizować rozmowę z posłami do parlamentu.

#### Projekt Parlamentu dla dzieci w wieku szkolnym
Oferta ta jest skierowana w szczególności dla klas szkolnych od 9 klasy. W trzygodzinnej grze symulacyjnej młodzi ludzie mogą realizować procedury parlamentarne – na przykład przedstawiać zalecenia dotyczące rezolucji, znajdować opinie w komisjach, debatować na posiedzeniu plenarnym i głosować. Temat projektu może być wybrany z szeregu ofert obsługi zwiedzających lub uzgodniony indywidualnie. Gra ta odbywa się w salach konferencyjnych i w sali plenarnej.

#### Młodzież w Landtagu
Młodzież w Landtagu jest projektem współpracy Landtagu z młodzieżowym kołem krajowym M-V (Landesjugendring Mecklenburg-Vorpommern) i odbywa się co półtora roku. Poprzez ten projekt Landtag i Landesjugendring dążą do stworzenia bliskości między polityką a młodzieżą, do promowania edukacji politycznej i przybliżenia miejsca pracy posłów Landtagu. W ramach warsztatów i rozmów młodzież opracowuje własne treści na tematy takie jak: wypoczynek, środowisko, edukacja czy praca w stowarzyszeniach młodzieżowych. Około 100 młodych ludzi w wieku od 15 do 25 lat z Meklemburgii-Pomorza Przedniego może regularnie brać udział w projekcie. Jesienią 2011 roku, po wyborach do 6. parlamentu krajowego, odbył się kolejny projekt „Jugend hakt nach” (Młodzież zadaje pytania), będący okazją do dialogu młodzieży z posłami do parlamentu nowego okresu wyborczego.

#### Transmisja na żywo z sesji plenarnej
Sesje plenarne są transmitowane w internecie za pomocą kamery internetowej. Zainteresowane strony mogą śledzić sesje parlamentarne na stronie internetowej Landtagu. Nagrania te są następnie publikowane na platformie wideo YouTube.

#### LandtagsNachrichten (Aktualności Landtagu)
Innym sposobem na śledzenie bieżących debat i wydarzeń w Landtagu jest czytanie „LandtagsNachrichten”. 24-stronicowe czasopismo ukazujące się dziewięć razy w roku i na prośbę zainteresowanych może zostać bezpłatnie zaprenumerowane. Archiwum już opublikowanych numerów jest dostępne w bibliotece medialnej strony internetowej.

## Oficjalna siedziba

### Od Zamku Wielkiego Księcia do siedziby parlamentu
Od około 1000 lat wyspa zamkowa jest politycznym centrum władzy w kraju. Już słowiański książę Niklot miał tu swoją główną fortercę. Przodka książąt meklemburskich i wielkich książąt upamiętnia monumentalny pomnik konny nad portalem głównym. Po rewolucji 1918 roku zamek stał się własnością państwową. W trakcie historycznej przebudowy i budowy nowego obiektu w latach 1843–1857 zamek przeżywał swoją najbardziej formacyjną fazę budowy. Zamek w Schwerinie, który zachował się prawie w całości, jest niemieckim kandydatem do wpisania na listę światowego dziedzictwa UNESCO jako część projektu „Schwerińskiego zespołu rezydencjalnego – Krajobraz kulturowy romantycznego historyzmu”.
W latach 1948–1952 spotykał się tu ówczesny parlament kraju związkowego Meklemburgii-Pomorza Przedniego.
Po rozwiązaniu struktur państwowych na terenie NRD, Zamek w Schwerinie stał się siedzibą parlamentu powiatowego dzielnicy Schwerin.
Po sesji inauguracyjnej w dniu 26 października 1990 r. parlament wybrał Zamek Schweriński na siedzibę parlamentu krajowego.

### Siedziba Landtagu od 1990

#### Renowacja zamku i zagospodarowanie wnętrz
Od 1990 r. zintensyfikowano rozpoczęte w latach siedemdziesiątych ubiegłego wieku, działania renowacyjne, w szczególności przeprojektowanie elewacji.
Funkcjonowanie parlamentu krajowego stawia szczególne wymagania historycznemu budynkowi. Pomieszczenia muszą nadawać się do użytku dla parlamentu, nie uszkadzając przy tym zamku jako historycznego pomnika. Instalacje i zmiany są zazwyczaj wykonywane zgodnie ze współczesnymi wymaganiami, tak aby kolejne pokolenia mogły również odczytywać zmiany w użytkowaniu. Przykładem tego jest sala rady starszych. Wraz z odrestaurowaniem głowic kolumn, stiukiem na suficie i odtworzeniem cennej, inkrustowanej podłogi, pomieszczenie to zostało gruntownie odnowione.
Poza pokojami dla grup parlamentarnych i salami konsultacyjnymi znajdują się również biura dla wszystkich posłów w zamku. Większość posłów ma wspólne biuro z kolegą.
Oprócz zamku w Schwerinie parlament kraju związkowego wykorzystuje trzy inne budynki przy Schloßstraße i Ritterstraße w Schwerinie jako biura administracji parlamentu krajowego i rzecznika praw obywatelskich. Innspektor ds. ochrony danych osobowych i wolności informacji ma swoje biura przy ulicy Johannes-Stelling-Strasse nr 21 w Schwerinie.

### Nowa sala plenarna

#### Rekonstrukcja
Nowa sala plenarna Landtagu znajduje się na terenie dawnej złotej sali o powierzchni 283 m² w skrzydle zamkowego ogrodu. W NRD zamek był siedzibą szkoły pedagogicznej dla nauczycieli przedszkoli, a sala była w dużej mierze nieużywana.
Na renowację skrzydła przeznaczono w sumie 26 milionów euro na inwestycje, z czego siedem milionów na samą salę plenarną. Dziesięć milionów euro przeznaczono na naprawę późnych skutków pożaru zamku z 1913 roku oraz na renowację całego skrzydła ogrodu zamkowego. Cztery miliony euro zostały przeznaczone na dalsze prace renowacyjne, takie jak przekształcenie starej sali plenarnej w sale konferencyjne, a kolejne 4,3 miliona euro posłuży jako bufor dla nieprzewidywalnych kosztów.
Przebudowa według planów firmy architektonicznej Dannheimer & Joos została ostatecznie zakończona po nowych wyborach do parlamentu krajowego we wrześniu 2017 roku, które odbyły się jesienią 2016 roku.

#### Czas i koszty
W dniu 30 czerwca 2016 r. ogłoszono, że planowane zakończenie budowy zostało opóźnione o pięć miesięcy. Powodem opóźnienia budowy była niewypłacalność firmy planistycznej zaangażowanej w budowę.
14 grudnia 2016 roku ogłoszono, że koszty przebudowy wzrosną z (obecnie) 27 mln euro do planowanych 30 mln euro.
Główną przyczyną wzrostu kosztów był też boom budowlany i związany z nim wzrost cen oraz stan starego zamku. Ze względu na wzrost kosztów zrezygnowano z przekształcenia starej sali obrad plenarnych w nowoczesne centrum kongresowe.

#### Inauguracja nowej sali plenarnej
W dniu 26 września 2017 r., po pięcioletniej budowie, uroczyście zainaugurowano nową salę plenarną parlamentu kraju związkowego Meklemburgii-Pomorza Przedniego uroczystym otwarciem. Oprócz posłów do parlamentu krajowego obecnego okresu wyborczego uczestniczyli w nim również byli posłowie i ministrowie państwowi. Uroczyste przemówienia wygłosili: przewodniczący niemieckiego Bundestagu, prof. dr Norbert Lammert, przewodnicząca parlamentu krajowego Sylvia Bretschneider, były przewodniczący parlamentu krajowego Rainer Prachtl i architekt Tilman Joos. W dniu 27 września 2017 r. w nowej sali plenarnej odbyła się pierwsza sesja Landtagu.

## Literatura
W języku polskim:
- Transport i energia, gospodarka morska i bezpieczeństwo morskie, turystyka i kultura: Dokumentacja 7 Forum Parlamentów Południowego Bałtyku w Szwerinie w dniach 5–7 lipca 2009 r., [na temat: Realizacja strategii europejskich w regionie Południowego Bałtyku] / [Wydawca: Parlament Meklemburgii-Pomorza Przedniego. Osoby odpowiedzialne: Bodo Bahr ...], Schwerin, 2010. – 261 stron: ilustracje i materiał graficzny, oprawa kartonowa. Kongr.: Forum Parlamentów Południowego Bałtyku; 7, Schwerin: 05-07.07.2009 r. (Współpraca międzyregionalna; 13) Artykuły częściowo w jęz. polskim i angielskim – Wydanie niemieckie pod tytułem: „Verkehr und Energie, maritime Wirtschaft und maritime Sicherheit, Tourismus und Kultur”
- Badania naukowe czynnikiem integrującym i szansą rozwoju gospodarczego Regionów Południowego Bałtyku: Polityka energetyczna ze szczególnym uwzględnieniem odnawialnych źródeł energii i oddziaływania na zmiany klimatyczne / [Wydawca: Parlament Meklemburgii-Pomorza Przedniego. Osoby odpowiedzialne: Bodo Bahr ...]. Schwerin, 2009, 352 stron: ilustracje i materiał graficzny, oprawa kartonowa. Kongr.: Forum Parlamentów Południowego Bałtyku; 6, Kołobrzeg: 18-20.05.2008 r. (Współpraca Międzyregionalna; 12), Wydanie niemieckie pod tytułem: „Energiepolitik unter besonderer Berücksichtigung erneuerbarer Energie und Auswirkungen auf den Klimawandel”, ISBN 3-93244764-6.
- Młodzi o polityce młodzieżowej w regionie Morza Bałtyckiego: Dokumentacja projektu „Krok ku demokracji” / Skład: Jolanta Bogusz. Red.: Sekretariat d.s. Młodzieży Województwa Zachodniopomorskiego [przedmowa: Sylvia Bretschneider]. Szczecin: Plewnia, 2009, 196 stron: ilustracje i materiał graficzny, ISBN 978-83-8839-81-24.
- Współpraca Międzyregionalna: Dokumentacja wysłuchań w dniach 19–20 grudnia 2007 r. w Schwerinie oraz w dniach 24–25 stycznia 2008 r. w Szczecinie / Forum Parlamentów Południowego Bałtyku [Wydawca: Parlament Meklemburgii-Pomorza. Osoby odpowiedzialne: Bodo Bahr ...]. Schwerin: Landtag Mecklenburg-Vorpommern, 2008, 208 stron: ilustracje i materiał graficzny, oprawa kartonowa, Kongr.: Wysłuchanie ekspertów. Forum Parlamentów Południowego Bałtyku, Grupa robocza ds. energii; Schwerin: 19-20.12.2007 r. Wysłuchanie ekspertów. Forum Parlamentów Południowego Bałtyku, Grupa robocza ds. energii; Szczecin: 24-25.01.2008 r., Wydanie niemieckie pod tytułem: „Grenzüberschreitende Zusammenarbeit”, ISBN 3-932447-60-3.
- Tradycja i innowacyjność w regionie bałtyckim: Innowacyjna polityka w gospodarce morskiej, dziedzictwo kulturowe i jego różnorodność, przyjazne środowisku i konkurencyjne zaopatrzenie w energię / [Wydawca: Parlament Meklemburgii-Pomorza Przedniego. Osoby Odpowiedzialne: Bodo Bahr ...]. Schwerin, 2008, 271 stron: ilustracje i materiał graficzny, oprawa kartonowa, Kongr.: Forum Parlamentów Południowego Bałtyku; 5, Gdynia: 20-22.07.2007 r. (Współpraca międzyregionalna; 11), Artykuły częściowo w jęz. polskim i angielskim – Wydanie niemieckie pod tytułem: „Tradition und Innovation in der Ostseeregion”, ISBN 3-932447-58-1.
- Środowisko morskie i bezpieczeństwo na morzu, Gospodarka morska, turystyka i rybołówstwo, Edukacja morska, nauka i kształcenie: Dokumentacja z IV Forum Parlamentów Południowego Bałtyku w Kilonii, w dniach 21–23 maja 2006 r. oraz z konferencji w Szczecinie, w dniach 15–16 lutego 2006 r. i w Rostocku, w dniach 29–30 marca 2006 r., [Wydawca: Parlament Meklemburgii-Pomorza Przedniego ... Odpowiedzialni: Bodo Bahr ...]. Schwerin, 2007, 575 stron: ilustracje i materiał graficzny, oprawa kartonowa, Kongr.: Forum Parlamentów Południowego Bałtyku; 4, Kilonia: 21-23.05.2006 r. Konferencja przygotowawcza; Szczecin: 15-16.02.2006 r. Konferencja przygotowawcza; Rostock: 29-30.03.2006 r. (Współpraca międzyregionalna; 10), Wydanie niemieckie pod tytułem: „Maritime Umwelt und Sicherheit auf See, maritime Wirtschaft, Tourismus und Fischerei, maritime Bildung, Wissenschaft und Ausbildung”, ISBN 3-932447-48-4.
- Polityka strukturalna w aspekcie turystyki Strategia turystyczna dla regionu Morza Bałtyckiego Polityka młodzieżowa od Międzyzdrojów do Kilonii: Dokumentacja z III Forum Parlamentów Południowego Bałtyku (18–20 września 2005 r., Binz na wyspie Rugii) [Wydawca: Parlament Meklemburgii-Pomorza Przedniego. Osoby odpowiedzialne: Bodo Bahr ...], Schwerin, 2006, 255 stron: ilustracje i materiał graficzny + CD-ROM, Kongr.: Forum Parlamentów Południowego Bałtyku; 3, Binz: 18-20.09.2005 r.,(Współpraca międzyregionalna; 9), Wydanie niemieckie pod tytułem: „Strukturpolitik unter dem Aspekt des Tourismus, Tourismusstrategie für den südlichen Ostsseeraum, Jugendpolitik von Misdroy nach Kiel”, ISBN 3-932447-43-3.
- Współpraca transgraniczna – perspektywy młodzieży w regionach po wejściu Polski do Unii Europejskiej: dokumentacja projektu, obejmującego dwa seminaria, które odbyły się w Szczecinie w dniach 23–25 lutego 2004 r. oraz w Schwerinie w dniach 18–20 kwietnia 2004 r. / [Wydawca: Parlament Meklemburgii-Pomorza Przedniego. Osoby odpowiedzialne: Bodo Bahr ...], 1. wyd., poprawione, Schwerin, 2004, 384 stron: ilustracje i materiał graficzny, oprawa kartonowa + CD-ROM, DVD (Współpraca transgraniczna; 7), Wydanie niemieckie pod tytułem: „Grenzüberschreitende Zusammenarbeit – Perspektiven der Jugend in den Regionen nach dem Beitritt Polens in die Europäische Union. – CD-ROM pod tytułem: „Współpraca transgraniczna – Perspektywy młodzieży w regionach” – DVD pod tytułem: „Koło młodzieżowe kraju związkowego”, ISBN 3-932447-31-X.
- „Die Perspektiven der grenzüberschreitenden Zusammenarbeit im südlichen Ostseeraum nach der EU-Osterweiterung”: Vorbereitung auf eine gemeinsame Konferenz / Wydawca: Landtag Meklemburgii-Pomorza Przedniego. Schwerin, 2004, 81, 78 stron: z ilustracjami (Grenzüberschreitende Zusammenarbeit; 6), Tekst w jęz. niemieckim i polskim, ISBN 3-932447-29-8, Wydanie polskie pod tytułem: „Perspektywy współpracy transgranicznej w południowym basenie Morza Bałtyckiego po rozszerzeniu UE na wschód”
- Zur Parlamentarischen Zusammenarbeit mit der Woiwodschaft Westpommern: Dokumentation des III. Forums der Ausschüsse des Sejmik der Woiwodschaft Westpommern und des Landtages Mecklenburg-Vorpommern am 6./7. Mai 2002 in Schwerin / Wydawca: Landtag Meklemburgii-Pomorza Przedniego. Schwerin, 2002, 154, 150 stron: z ilustracjami (Grenzüberschreitende Zusammenarbeit; 5), Tekst w jęz. niemieckim i polskim, ISBN 3-932447-19-0, Wydanie polskie pod tytułem: „Współpraca na płaszczyźnie parlamentarnej z Województwem Zachodniopomorskim”
- Zur Parlamentarischen Zusammenarbeit mit der Woiwodschaft Westpommern: Dokumentation eines gemeinsamen Forums des Sejmik der Woiwodschaft Westpommern und des Landtages Mecklenburg-Vorpommern am 23./24. Januar 2001 in Schwerin / Wydawca: Landtag Meklemburgii-Pomorza Przedniego. Schwerin, 2001, 140, 128 stron: z ilustracjami,(Grenzüberschreitende Zusammenarbeit; 3), Tekst w jęz. niemieckim i polskim., Wydanie polskie pod tytułem: „Współpraca na płaszczyźnie parlamentarnej z Województwem Zachodniopomorskim”
- Zur Parlamentarischen Zusammenarbeit mit der Woiwodschaft Westpommern: Dokumentation des II. Forums der Ausschüsse des Sejmik der Woiwodschaft Westpommern und des Landtages Mecklenburg-Vorpommern am 7./8. Mai 2001 in Stettin / Wydawca: Landtag Meklemburgii-Pomorza Przedniego. Schwerin, 2001, 125, 127 stron (Grenzüberschreitende Zusammenarbeit; 4), Tekst w jęz. niemieckim i polskim, ISBN 3-932447-17-4, Wydanie polskie pod tytułem: „Współpraca na płaszczyźnie parlamentarnej z Województwem Zachodniopomorskim”
- Zur parlamentarischen Zusammenarbeit mit der Woiwodschaft Stettin: Dokumentation eines ersten Meinungsaustausches [am 6. und 7. September 1996 in Krugsdorf] / Wydawca: Landtag Meklemburgii-Pomorza Przedniego, 2., wydanie poprawione i rozszerzone, Schwerin, 1997, 111, 101 stron: z ilustracjami (Grenzüberschreitende Zusammenarbeit; 1), Tekst w jęz. niemieckim i polskim, Wydanie polskie pod tytułem: „O współpracy parlamentarnej z Województwem Szczecińskim”